# Barbacoll negre d'espatlles blanques
El barbacoll negre d'espatlles blanques (Monasa atra) és una espècie d'ocell de la família dels bucònids (Bucconidae) que hàbita la selva humida a prop de l'aigua la sud i est de Veneçuela, Guaiana i nord del Brasil.